# フェイフェイと月の冒険
『フェイフェイと月の冒険』（原題：Over the Moon）は、2020年に公開されたアメリカ合衆国・中国共同製作の長編ミュージカルCGアニメ作品。監督はグレン・キーンが務めており、本作が長編デビュー作となる。また、共同監督としてジョン・カースが参加しており、脚本はオードリー・ウェルズが手掛けている。製作は中国のパール・スタジオ、アニメーション制作はアメリカのソニー・ピクチャーズ・イメージワークス。主演は、キャシー・アン、ロバート・G・チウ、フィリッパ・スー、ケン・チョン、ジョン・チョー、ルーシー・アン・マイルズ、マーガレット・チョー、サンドラ・オー。
中国神話上の人物・嫦娥にまつわる伝説の一つである『嫦娥奔月』を題材にしており、彼女を探すために主人公の少女が月への旅に出る物語が描かれている。
本作は2020年10月17日にアメリカ・モントクレアで開かれたモントクレア映画祭にて初上映されており、10月23日には一部劇場での一般公開と併せてNetflixにて配信された。本作は全世界で86万ドルの興行収入を記録し、第78回ゴールデングローブ賞のアニメ映画賞および第93回アカデミー賞の長編アニメ映画賞にノミネートされた。
日本版のキャッチコピーは『大切なのは、信じること』。

## あらすじ
幼い頃に亡き母親から聞いた「月の女神」の伝説を信じている少女フェイフェイは、月の女神の存在を証明するため自作の宇宙船で月へと旅立つ。そこで彼女は、憧れていた月の女神・チャンウー（嫦娥）と不思議な生物、そして思いがけない冒険に遭遇することになる。

## 登場キャラクター
フェイフェイ
演 - キャシー・アン / 日本語吹替 - 大平あひる、山下音彩(幼少期)
主人公である13歳の少女。亡き母親から物語で聞かされたチャンウーの存在を今も信じ続けている。
チン
演 - ロバート・G・チウ / 日本語吹替 - 髙橋玲生
ゾンの8歳の息子で、フェイフェイの義理の弟。
チャンウー（嫦娥）
演 - フィリッパ・スー / 日本語吹替 - 佐久間友理
フェイフェイの憧れである月の女神で、自身の王国ルナリアに住んでいる。恋人ホウイーとの再会を切望している。
ゴビ
演 - ケン・チョン / 日本語吹替 - 水島裕
フェイフェイたちがルナリアへ向かう途中で出会った不思議な生物。とある理由で1000年前にルナリアから追放されている。
フェイフェイの父親
演 - ジョン・チョー / 日本語吹替 - 益山武明
フェイフェイの母親
演 - ルーシー・アン・マイルズ / 日本語吹替 - 内海安希子
ゾン
演 - サンドラ・オー / 日本語吹替 - 永吉ユカ
フェイフェイの父親の再婚相手。
リンおばさん
演 - マーガレット・チョー
フェイフェイの叔母。
メイおばさん
演 - キミコ・グレン
フェイフェイの叔母。
ホウイー（后羿）
演 - コンラッド・リカモラ / 日本語吹替 - 笠間淳
中国の伝説上における英雄であり、チャンウーの恋人。
フェイフェイの祖父
演 - クレム・チュン
フェイフェイの祖母
演 - アイリーン・ツー
フェイフェイの叔父
演 - アート・バトラー
その他日本語吹き替えキャスト：岡純子、佐伯美由紀、宮本崇弘、羽鳥靖子、小林操、山本高広、小島彩、富尾光里、米本早希、山田寛人、織田碧葉

## 製作

### 企画
2017年9月26日、パール・スタジオは本作の脚本家としてオードリー・ウェルズを起用し、2018年2月6日にNetflixが映画の配信権を取得。監督をグレン・キーンが務めることが発表された。この年、ウェルズは癌で亡くなっており、本作は彼女が脚本を手掛けた最後の作品となった。プロデューサーのペイリン・チョウによれば、ウェルズは本作の脚本を自身の「娘と夫へのラブレター」として書いており、「誰かを失ったとしても、その人と共有した愛は永遠に続く」という娘へのメッセージが込められていたと語った。またチョウは、本作の脚本はウェルズ自身にとって最も重要なものだったことを明かしている。本作はアジアの文化背景が考慮されており、特にキャラクター同士での愛の描写は西洋的な表現にならないように描かれている。具体例として、当初のストーリーボードでは主人公の両親がキスをするというシーンがあり、中国ではこうした愛情表現は見られないことから、このシーンはほどなく没となっている。チョウはNBCニュースでのインタビューにて「アジア人のレンズを通して感情を表現することは、アジア人本来の姿を確実に表現する上でとても重要」だったと語っている。

### キャスティング
2020年6月にキャスト陣が発表され、新人のキャシー・アンが主人公のフェイフェイ、ロバート・G・チウがフェイフェイの義理の弟となるチン、フィリッパ・スーがチャンウー、ケン・チョンがフェイフェイの冒険仲間となるゴビ、ジョン・チョーとルーシー・アン・マイルズがフェイフェイの両親、サンドラ・オーがフェイフェイの義母となるゾン、マーガレット・チョーとキミコ・グレンがそれぞれリンおばさんとメイおばさんの役で声優を務めることとなった。特にアンに関しては、元々仮歌のレコーディングメンバーとしての参加から主役に抜擢された経緯があり、彼女はその日緊張のあまり「誰の顔も見られないほど震えていた」ものの、「歌い終わると"素晴らしかった"と言ってもらえた。顔を上げて、周囲のワクワクした顔を見た時は本当に嬉しかった」と振り返っている。キーンもまたアンについて「彼女はこの映画にとって、アニメーションを作る上で中核となるDNAのような存在でさえあった。（中略）彼女の声は、私の耳にではなく心に語りかけてきた」と歌唱力を絶賛している。本作のキャスト陣はアジア系の俳優で占められており、この配役についてチョウは「俳優はスクリーンに顔が映っていなくてもキャラクターの魂を体現している」からだとした。加えて、「オハイオ州クリーブランド出身の白人が中国の月の女神を演じるのとは違うし、その人が同じ方法で（キャラクターと）どう結びつくのか考えられない」と述べている。この他にも、クレム・チュン、アイリーン・ツー、アート・バトラー、コンラッド・リカモラが参加することが発表されている。

### プロダクションデザイン
フェイフェイの住む町は、中国の烏鎮と南潯区をモデルにデザインされている。プロダクションデザイナーのセリーヌ・デルモー(Céline Desrumaux)によれば、彼女は美術チームと1週間かけて中国現地の水郷地帯をリサーチしたという。一方、チャンウーの住むルナリアはピンク・フロイドのアルバム『狂気』(1973年)のジャケットやジョアン・ミロの絵画から着想を得て、「抽象的な形と色で構成された光の都市」としてデザインされている。また、ルナリアの住民についてCGスーパーバイザーのクララ・チャン(Clara Chan)は、ランタンのように光らせることや、彼らが気体や液体、固体が混ざり合ったような見た目になるようこだわったことを述べている。加えて本作は、中国草創期の絵画や1950年代のアニメ映画、フィラルモニ・ド・パリなどの建築物からもデザインの着想を得ている。
チャンウーの衣装は、中国・北京を拠点に活動しているファッションデザイナーのグオ・ペイが手掛けた。チョウによれば、彼女はキャラクターとしてのチャンウーの本来の姿を尊重してくれる人として選出された経緯があり、同時に彼女が若い頃からアニメーションの仕事に携わるのが夢だったことを知った際は「まさに運命的な出会いだった」と語っている。ペイ自身も、本作での仕事について「キーンは突飛なアイデアも含めて私の考えをすべて受け入れ、無限のイマジネーションを与えてくれた」と語っている。キーンはチャンウーの衣装デザインにあたり、ペイが衣装ごとのパターンや生地のサンプルに加え、「縫製して実際のモデルが着用できるほど正確な」刺繍のデザインも提供してくれたと述べている。彼によればチャンウーが劇中で着るローブに施された「2羽の絡み合う鳥」の刺繍には、チャンウーとホウイーの愛の物語を表現しており、その刺繍が背中側に配置されることで「チャンウーがそれを目にすることは永遠にない、という哀切なタッチのデザインになっている」と説明している。

### アニメーション
キーンはキャラクターのアニメーションにおいて感情の機微を表現することに力を入れた。その具体例として本作では、アニメーター自身に表情を演じさせてそれを撮影し、その中から最も出来のいいものを創作に活かすという手法を用いている。これは彼がディズニーの『リトル・マーメイド』を制作した際に用いた手法であり、表情の特徴を正確に把握するために役立てられた。彼はフェイフェイのアニメーションを制作する際、「（主人公の）フェイフェイが感じていることを自分たちでも感じながら彼女を動かしてほしい」とアニメーターに対し伝えたという。キーンはインタビューで「私たちが目指したのは、発見の瞬間、つまりキャラクターの目に何かが映った瞬間のアニメーションだ。それを表現するためには、目や眉、顔の表情をデザインすることがとても重要だった」と語っている。
ルナリアの住民のアニメーションについては、彼らが全てチャンウーの涙から生まれたという設定のため、新しく生まれた住民は水のような動きをし、逆に古くからの住民はゼリーのような動きをするといった差異が付け加えられている。

### 音楽
本作の音楽はスティーヴン・プライスが作曲を手掛けることが明らかになった。また、挿入歌はクリストファー・カーティス、マージョリー・ダフィールド、ヘレン・パクらが手掛けることが発表された。彼らは作曲にあたり、K-POP、クイーン、ティナ・ターナー、エミネム、レディー・ガガ、ジョン・ウィリアムス、ビヨンセ、ケイティ・ペリーの楽曲からインスピレーションを得たとされている。

#### 挿入歌
2020年8月には、本作の挿入歌の一つである「Rocket to the Moon」がMilan Recordsよりリリースされ、原語版ではフェイフェイを演じるキャシー・アンが歌唱を務めた。日本では「ロケット・トゥ・ザ・ムーン ～信じた世界へ～」のタイトルで、日本語版のエンドクレジットソングとして採用され、シンガーソングライターの幾田りらが歌唱を務めている。題名は幾田自身が命名したものであり、「（主人公の）フェイフェイが自分を信じて突き進んでいく力が印象的だったので、その意志を付け加えられたらいいなと思った」と述べている。また、本作のエンドクレジットソングでの参加が決定したことについて、「驚きがまず1番」だったとし、「幼い頃からずっと見てきたアニメーションをたくさん手掛けられているグレン・キーンさんの作品に参加させていただいて喜びがいっぱいです」とコメントしている。なお、本楽曲は9月25日より各種音楽配信サイトでリリースされた。

## 公開
本作は、2020年10月17日にモントクレア映画祭で上映されたのち、23日に一部劇場とNetflixにて公開された。2021年1月、Netflixは4,300万世帯が本作を視聴したと報告した。

## 批評
映画批評集積サイトRotten Tomatoesによると、99件の批評家レビューのうち81%が本作を肯定的に評価しており、加重平均値は6.9/10となっている。同サイトでは批評家の総意として「『フェイフェイと月の冒険』の物語には見覚えのある要素が数多く含まれているが、この映画の魅力的なアニメーションは（それに対する）多彩な埋め合わせをしてくれる」としている。Metacriticでは22件のレビューをもとに、60/100の加重平均値を算出し、「賛否両論または平均的な評価」があるとしている。

### 受賞
※主要な賞のみを記載する。
| 年     | 賞                         | 部門                                            | 受賞者候補                                                                                   | 結果       |
| ------ | -------------------------- | ----------------------------------------------- | -------------------------------------------------------------------------------------------- | ---------- |
| 2021年 | 第48回アニー賞（英語版）   | 優秀脚本功労賞 長編アニメ映画部門               | オードリー・ウェルズ                                                                         | ノミネート |
| 2021年 | 第48回アニー賞（英語版）   | 優秀監督功労賞 長編アニメ映画部門               | グレン・キーン                                                                               | ノミネート |
| 2021年 | 第48回アニー賞（英語版）   | 優秀ストーリーボード功労賞 長編アニメ映画部門   | グレン・キーン                                                                               | ノミネート |
| 2021年 | 第48回アニー賞（英語版）   | 優秀アニメーション効果功労賞 長編アニメ映画部門 | Ian Farnsworth、Brian Casper、Reinhold Rittinger、Zoran Stojanoski                           | ノミネート |
| 2021年 | 第48回アニー賞（英語版）   | 優秀声優功労賞 長編アニメ映画部門               | ロバート・G・チウ                                                                            | ノミネート |
| 2021年 | 第48回アニー賞（英語版）   | 優秀音楽功労賞 長編アニメ映画部門               | スティーヴン・プライス、クリストファー・カーティス、マージョリー・ダフィールド、ヘレン・パク | ノミネート |
| 2021年 | 第78回ゴールデングローブ賞 | アニメ映画賞                                    | グレン・キーン                                                                               | ノミネート |
| 2021年 | 第93回アカデミー賞         | 長編アニメ映画賞                                | グレン・キーン                                                                               | ノミネート |